# コディ・ウィリアムズ
コディ・レロン・ウィリアムズ（Cody Leron Williams, 2004年11月20日 - ）は、アメリカ合衆国・コロラド州デンバー出身のバスケットボール選手。NBAのユタ・ジャズに所属している。ポジションはスモールフォワード。兄はNBA選手のジェイレン・ウィリアムズ。

## 経歴

### ハイスクール
高校3年目のシーズンに平均13得点、4リバウンド、3アシストを記録し、チームは州大会で優勝した。
4年目のシーズンはマクドナルド・オール・アメリカン、ナイキ・フープサミットに選出された。

### リクルート
世代最高の選手の一人として主要サイトから5つ星評価を受けた。2022年11月にコロラド大学へのコミットを発表した。他にはLSU、アリゾナ大学、UCLA、USCからもオファーを受けていた。

### カレッジ
コロラド大学へ進学し、1年目のシーズンで平均11.9得点、3.0リバウンドを記録した。シーズン終了後に2024年のNBAドラフトにアーリーエントリーすることを表明した。

### ユタ・ジャズ
2024年6月26日に行われたNBAドラフトにて1巡目全体10位でユタ・ジャズから指名され、7月2日にジャズとの契約に合意した。

## 代表歴
2023年に開催されたU19 ワールドカップのアメリカ代表に選出された。

## 個人成績

### NBA

#### レギュラーシーズン
| シーズン | チーム | GP | GS | MPG  | FG%  | 3P%  | FT%  | RPG | APG | SPG | BPG | PPG |
| -------- | ------ | -- | -- | ---- | ---- | ---- | ---- | --- | --- | --- | --- | --- |
| 2024–25  | UTA    | 50 | 21 | 21.2 | .323 | .259 | .725 | 2.3 | 1.2 | .5  | .3  | 4.6 |
| 通算     | 通算   | 50 | 21 | 21.2 | .323 | .259 | .725 | 2.3 | 1.2 | .5  | .3  | 4.6 |

### カレッジ
| シーズン | チーム   | GP | GS | MPG  | FG%  | 3P%  | FT%  | RPG | APG | SPG | BPG | PPG  |
| -------- | -------- | -- | -- | ---- | ---- | ---- | ---- | --- | --- | --- | --- | ---- |
| 2023–24  | コロラド | 24 | 18 | 28.4 | .552 | .415 | .714 | 3.0 | 1.6 | .6  | .7  | 11.9 |